# Las Omañas
Las Omañas är en ort i Spanien.   Den ligger i provinsen Provincia de León och regionen Kastilien och Leon, i den nordvästra delen av landet, 300 km nordväst om huvudstaden Madrid. Las Omañas ligger 935 meter över havet och antalet invånare är 363.
Terrängen runt Las Omañas är kuperad åt nordost, men åt sydväst är den platt. Las Omañas ligger nere i en dal. Runt Las Omañas är det glesbefolkat, med 17 invånare per kvadratkilometer. Närmaste större samhälle är Carrizo de la Ribera, 11,4 km söder om Las Omañas. 